# 花柳千代
花柳 千代（はなやぎ ちよ、Chiyo Hanayagi、1924年〈大正13年〉9月28日 − 2021年10月17日）は、日本舞踊家。本名は田中チヨ子。東京出身。文化学院卒。

## 略歴
1924年に商家に生まれる。1930年の6月6日に日本舞踊の稽古を始める。花柳応輔に教えを受け、1940年に花柳流より花柳千代の名を許される。名取となり花柳寿輔、花柳昌太朗に師事した。古典舞踊研究会にて若柳吉登代に舞踊師匠としての薫陶を受ける。1945年11月14日に目白文化協会（会長：徳川義親）の後援により、徳川講堂で第1回の八千代会の勉強会を立ち上げる。1951年に花柳千代舞踊研究所を設立した。徳川義親から紹介された鈴木鎮一の才能教育の話に影響を受け、日本舞踊の基本練習の研究に取りかかる。以後、東京新聞社主催の全国舞踊コンクールでは36回の指導者賞、門下生が15回の文部大臣賞を受賞した。
花柳千代舞踊研究所を主宰し、「日本舞踊の基礎を学ぶ会」代表を務める。1975年 - 1981年に「舞踊の動きの比較研究会」を開催。また1981年に「日本伝統芸能五人の会」(能・喜多長世（のちの喜多六平太、一時観世清和が参加）、狂言・野村万作、長唄三味線・杉浦弘和、囃子・堅田喜三久各氏)を結成し、UCLAに在籍していた雅楽の東儀季信も加わり、米国の大学など海外での公演をする。1984年に現代舞踊の芙二三枝子、バレエの小林紀子と「目白三人の会」を設立し、豊島区の支援のもと東京芸術劇場などで公演を続ける。1987年に文化庁オペラ研修所にて花柳太郎と日本舞踊の基礎・古典の指導を開始する。1998年に新国立劇場に引き継がれ、後にオペラと演劇の研修生に講師として教える。さらに二期会オペラ研修所講師を歴任し、1996年 - 2001年に沖縄県立芸術大学非常勤講師を務める。2003年には遠山敦子文部科学大臣より感謝状を受けた。
2021年10月17日、老衰のため東京都内の高齢者施設で死去。97歳。目白の舞踊研究所も閉鎖され、本籍地の練馬区中村のアパートの一室に花柳千代舞踊研究所資料室を設けた。

### 業績
1971年に『日本舞踊基本練習』テキスト第一号を出版する。法学者の川島武宜の薦めもあり、1973年4月21日に文化庁で同書の著作権の承認を受けた。1974年には日本コロムビアから音声による『日本舞踊基本練習』を発表する。この頃より海外でも舞踊家として知名となり各国へ日本舞踊を伝える活動を行う。1985年に中国芸術研究院の招聘により第1回訪中をする。この時の印象を「河西回廊」として作舞した。1988年には香港演芸学院主催「国際ダンスフェスティバル」に招聘され公演・テレビ出演をする。1992年に中国芸術研究院より研究者として栄誉研究員を授与される。これを記念して国立劇場にて日中合同舞踊作品「大敦煌」を発表し、後の1997年に中国で日中国交正常化25周年公演を行った。この時に中国戯曲学院より名誉教授を授与される。2001年には世界国際芸術祭（北京）の日本伝統芸術団に参加した。
1981年に東京書籍より『実技・日本舞踊の基礎』を出版した。同年に映像化したビデオが発表される。同書は2002年に中国語版、2008年に英語版が出版されるなど広く認知されている。八千代会による公演や創作舞踊のほか、日本舞踊の基本練習の体系化を行い、後進育成やメディア出演、海外への普及において業績を残した。

## 受賞
- 1950年：全国舞踊コンクール邦舞一部（大人）部門第1位文部大臣賞（「出船の港」）
- 1968年：全国舞踊コンクール第1位創作部門文部大臣賞・高松宮賞（「鐘によせる幻想より久遠」）
- 1970年：文化庁芸術祭優秀賞（創作-鬼舞詩曲-「鬼来迎」）
- 1975年：コロムビア・ゴールデン・ディスク特別賞（『日本舞踊基本練習』）
- 1981年：ロサンゼルス名誉市民
- 1982年：第7回ニムラ舞踊賞
- 1987年：第18回舞踊批評家協会賞
- 1990年：紫綬褒章
- 1995年：勲四等宝冠章[3]
- 1998年：第18回伝統文化ポーラ賞
- 1998年：舞踊芸術賞（東京新聞社）
- 1999年：桜寿賞
- 2004年：文化交流貢献奨（中国文化部）

### 目白三人の会
- 2002年：教育功労賞（豊島区）
- 2004年：文化功労賞（豊島区）
- 2007年：東京都文化功労賞

## 作品

### 創作舞踊
- 1968年：「鐘によせる幻想より久遠」
- 1969年：「催馬楽組歌」
- 1969年：「鬼来迎」
- 1973年：「孑孑」
- 1974年：「黄泉比良坂」
- 1974年：「梁塵秘抄組歌」
- 1986年：「河西回廊」
- 1994年：「大敦煌」
- 1994年：「ちちんぷいぷい」
- 1998年：「夕日の耳」

### 出版物
- 『「日本舞踊基本練習」テキスト』1973年
- 『日本舞踊基本練習』日本コロンビア、1974年（レコード/CD）
- 『実技・日本舞踊の基礎』東京書籍、1981年
- 『実技・日本舞踊の基礎』東京書籍、1981年（ビデオ/2011年：DVD）
- 『踊りに生きる：三人三踊』芙二三枝子/小林紀子、大月書店、1987年
- 『日本舞蹈的基礎』郭连友等译、文化艺术出版社,2002年
- 『FUNDAMENTALS OF JAPANESE DANCE』Leonard Pronko/Tomono Takao,KODANSHA SHUPPAN SERVICE CENTER,2008

## 出演
- 芸能花舞台（NHK）
- 芸術劇場（NHK）
- たけしの誰でもピカソ（テレビ東京）

ほか